# Acacia hanburyana
Acacia hanburyana é uma espécie de leguminosa do gênero Acacia, pertencente à família Fabaceae.